# 30. Division (Japanisches Kaiserreich)
Die 30. Division (jap. 第30師団, Dai-sanjū Shidan) war eine Division des Kaiserlich Japanischen Heeres, die 1943 aufgestellt und 1945 aufgelöst wurde. Ihr Tsūshōgō-Code (militärischer Tarnname) war Panther-Division (豹兵団, Hyō-heidan).

## Geschichte der Einheit

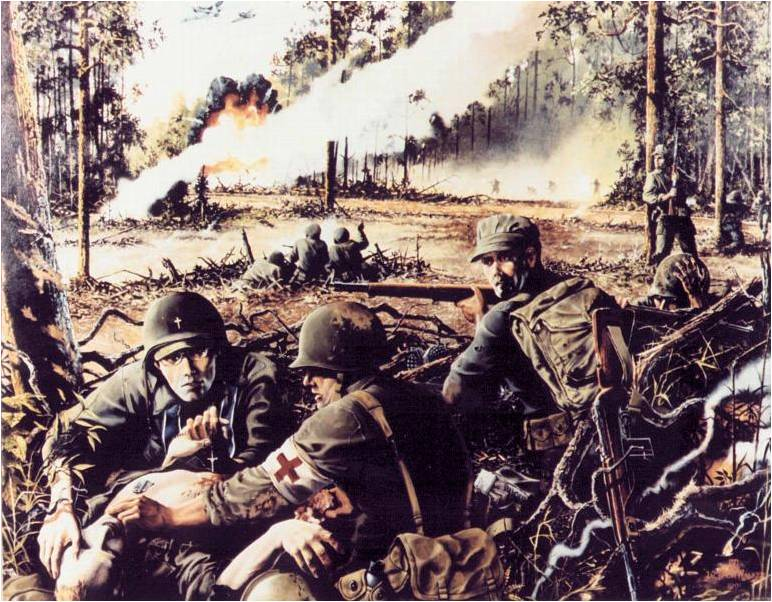
Soldaten des 124. US-Regiments der 31st Infantry Division im Kampf gegen die japanische 30. Division. Die Szene zeigt Pater Colgan Woods, der Verwundeten beisteht. Pater Woods wurde im Verlauf des Kampfes getötet und posthum mit dem Distinguished Service Cross ausgezeichnet.

Die 30. Division wurde am 14. Mai 1943 unter dem Kommando von Generalleutnant Kobayashi Asasaburō als Typ-B-„Standard“-Division als Triangulare Division aufgestellt. Sie bestand aus der 30. Infanterie-Brigade (41., 71. und 77. Infanterie-Regiment) sowie dem 30. Aufklärungs-Regiment, dem 30. Feldgeschütz-Regiment und dem 30. Pionier- und Transport-Regiment. Die 30. Division bestand nicht aus neuen Rekruten, sondern wurde aus bestehenden Regimentern zusammengestellt, die durch die Umstellung von Karree- auf Triangulare Division freigeworden waren. So kam das 41. Infanterie-Regiment von der 5., das 74. Infanterie-Regiment von der 19. und das 77. Infanterie-Regiment von der 20. Division. Das Hauptquartier der ca. 15.000 Mann starken Division befand sich in Pjöngjang.
Nachdem 1943 und Anfang 1944 die Alliierten über die Salomonen und Neuguinea vorgestoßen waren, drohten sie, als Nächstes auf den Philippinen zu landen und damit die japanischen Versorgungswege nach Indonesien, Südchina und Burma abzuschneiden. In Antizipation verstärkte das Daihon’ei die Truppen auf den Philippinen und wandelte die 14. Armee in die 14. Regionalarmee um. Die ursprünglich zwei Divisionen starke Armee schwoll auf 15 Division an. Zu den Verstärkungen zählte auch die 30. Division, die im August 1944 aus Korea abgezogen wurde und der 35. Armee (Generalleutnant Suzuki Sōsaku) auf Mindanao unterstellt wurde.
Am 20. Oktober 1944 landeten Truppen der 6. US-Armee auf Leyte und leiteten damit die Schlacht um Leyte ein. Bis Ende Dezember 1944 war es den über 200.000 Amerikanern gelungen, die 55.000 Japanern zu bezwingen, und Leyte zu sichern. Während sich General MacArthur mit der 6. Armee nordwärts Richtung Luzon wandte, landete am 12. Dezember 1944 die 8. US-Armee unter Generalleutnant Eichelberger auf Mindanao, der zweitgrößten Insel der Philippinen und südlich von Leyte gelegen. Dort war neben der 30. Division auch die 100. Division zur Verteidigung der Insel eingesetzt. Nachdem die amerikanischen Truppen im unverteidigten Westen Mindanaos gelandet waren stießen diese zügig ins Inselinnere vor und trennten die beiden japanischen Divisionen voneinander. Generalleutnant Morozumi Gyōsaku, der Kommandeur der 30. Division, befand sich mit seinen Truppen im Nordosten der Insel bei Surigao. Am 19. April 1945 fiel Morozumis Vorgesetzter, Generalleutnant Suzuki, sodass Morozumi zum Befehlshaber der 35. Armee ernannt wurde. Diese Ernennung ignorierte Morozumi jedoch, da er in seiner Situation keine Verbindung zu anderen Truppenteilen aufnehmen konnte. 
Im Mai 1945 war die 30. Division im Nordosten der Insel vollständig eingeschlossen und leistete der amerikanischen 31st Infantry Division erbitterten Widerstand. Mitte Mai 1945 war die Division als Großverband zerschlagen und kleine Gruppen von Soldaten zogen sich in das zerklüftete Landesinnere zurück, wo sie bis August 1945 Widerstand leisteten und sich nach der Kapitulation Japans ergaben.

## Gliederung
Im Mai 1942 erfolgte die Aufstellung zu einer Typ B „Standard“ Division wie folgt:
- 30. Infanterie-Divisions-Stab (90 Mann)
  - 30. Infanterie-Brigade-Stab  (100 Mann)
    - 41. Selbstständiges Infanterie-Regiment (2850 Mann)
    - 74. Selbstständiges Infanterie-Regiment (2850 Mann)
    - 77. Selbstständiges Infanterie-Regiment (2850 Mann)

  - 30. Feldartillerie-Regiment (ca. 2150 Mann)
    - 24 × Typ 38 7,5-cm-Feldgeschütz
    - 12 × Typ 91 10-cm-Haubitze

  - 30. Aufklärungs-Regiment (ca. 440 Mann)
  - 30. Signal-Einheit (ca. 150)
  - 30. Pionier-Regiment (900 Mann)
  - 30. Transport-Regiment (750 Mann)
  - 30. Feldhospital (1×) (850 Mann)
  - 30. Sanitäts-Einheit (ca. 1000 Mann)
  - 30. Wasserversorgungs- und -aufbereitungs-Einheit (200 Mann)
  - 30. Veterinär-Hospital (60 Mann)
  - 30. Versorgungs-Kompanie (80 Mann)

Gesamtstärke: ca. 15.220 Mann

## Führung
Divisionskommandeure
- Kobayashi Asasaburō, Generalleutnant:  (14. Mai ?) 10. Juni 1943 – 28. März 1944
- Morozumi Gyōsaku, Generalleutnant: 28. März 1944 – September 1945